# Johanna Hallberg
Johanna Hallberg, född 26 oktober 1979, är en svensk friidrottare (medeldistanslöpare) som tävlar för klubben Hässelby SK. Hon vann SM-guld på 800 meter utomhus åren 2007 och 2008.

## Personliga rekord
| Utomhus - 400 meter – 54,71 (Stockholm 22 augusti 2007) - 800 meter – 2:03,38 (Sollentuna 8 juli 2008) - 1 500 meter – 4:39,72 (Norrtälje 3 augusti 2003) | Inomhus - 400 meter – 54,71 (Sätra 30 januari 2005) |